# Carl Ederer
Carl Ederer (* 23. April 1875 in Wien; † 2. April 1951 in München) war ein österreichischer Maler, Grafiker und Mosaizist, der ab 1910 in Deutschland lebte und arbeitete.

## Leben

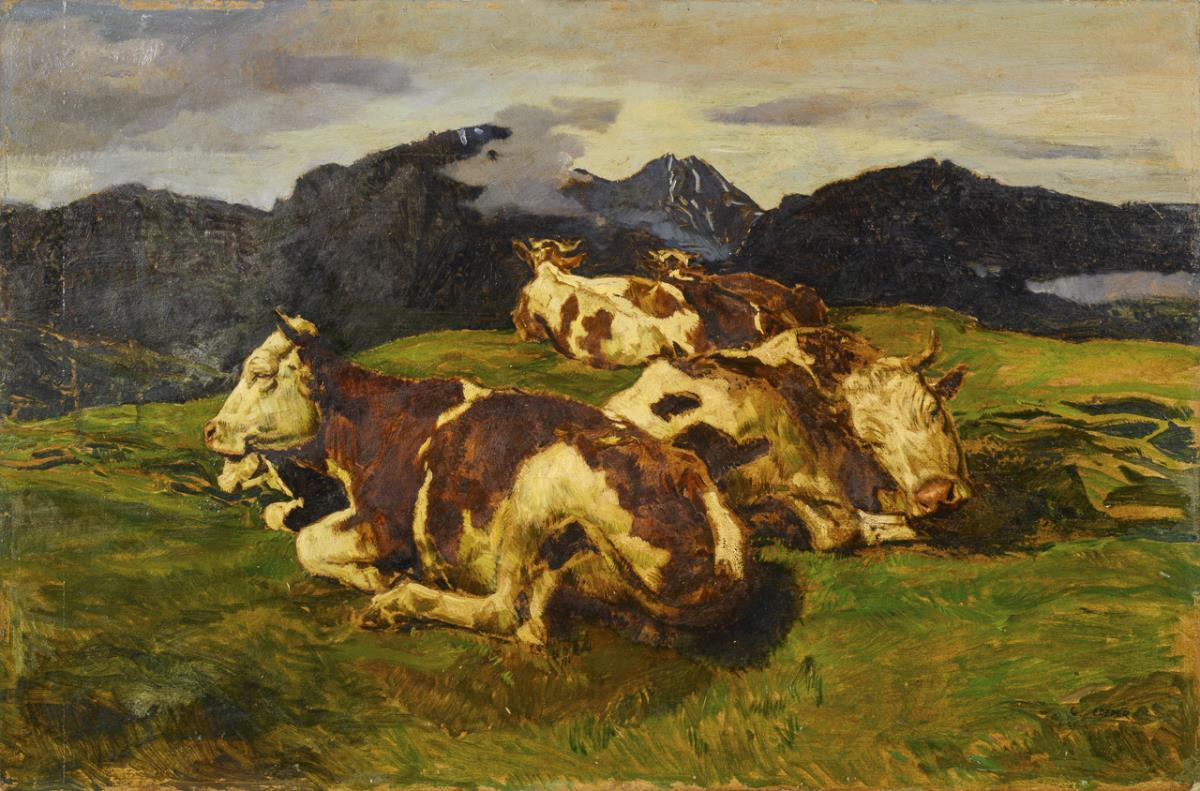
Carl Ederer: Kühe auf der Weide; Öl auf Malkarton

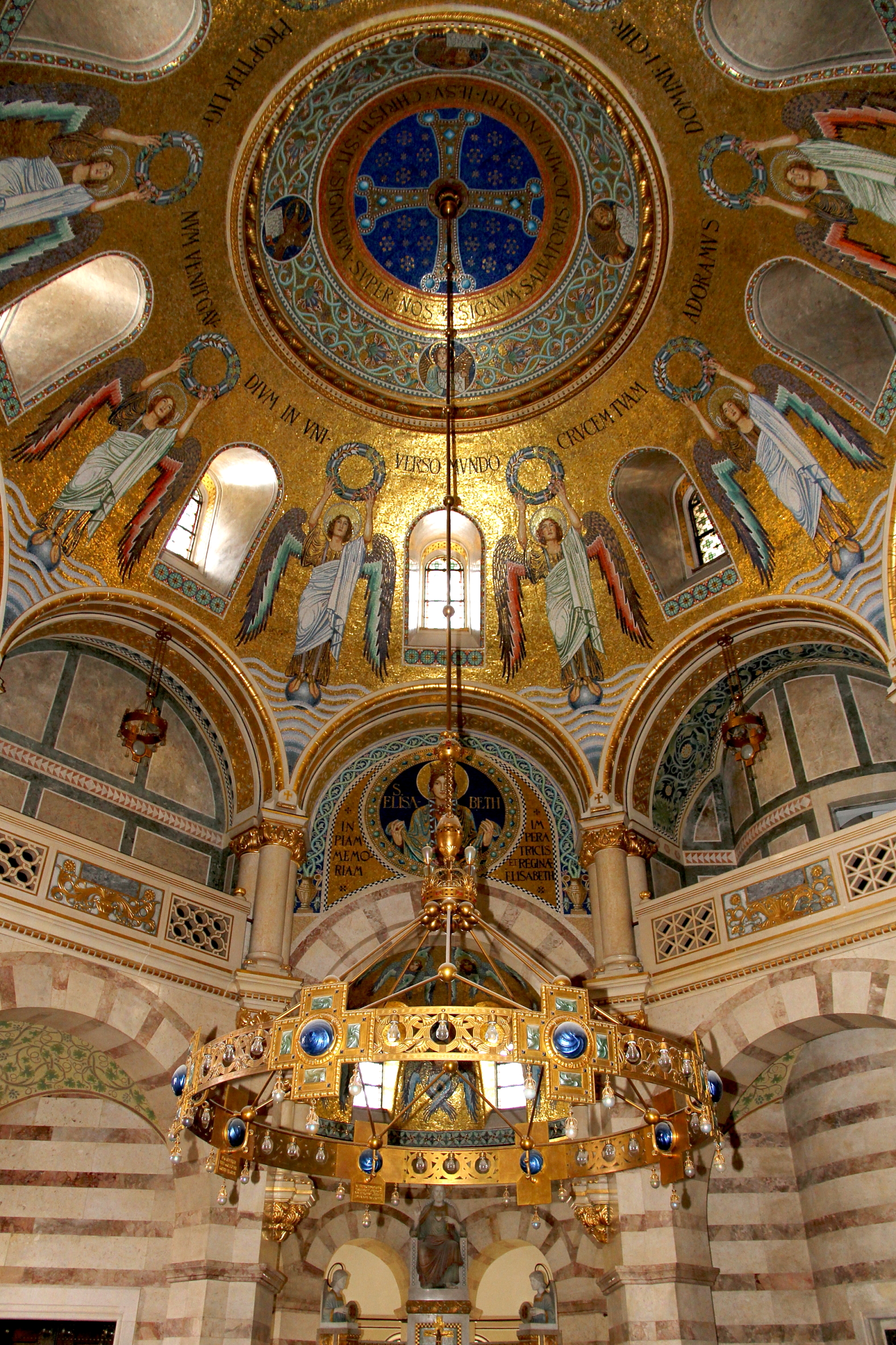
Goldmosaik in der Elisabethkapelle der Mexikokirche

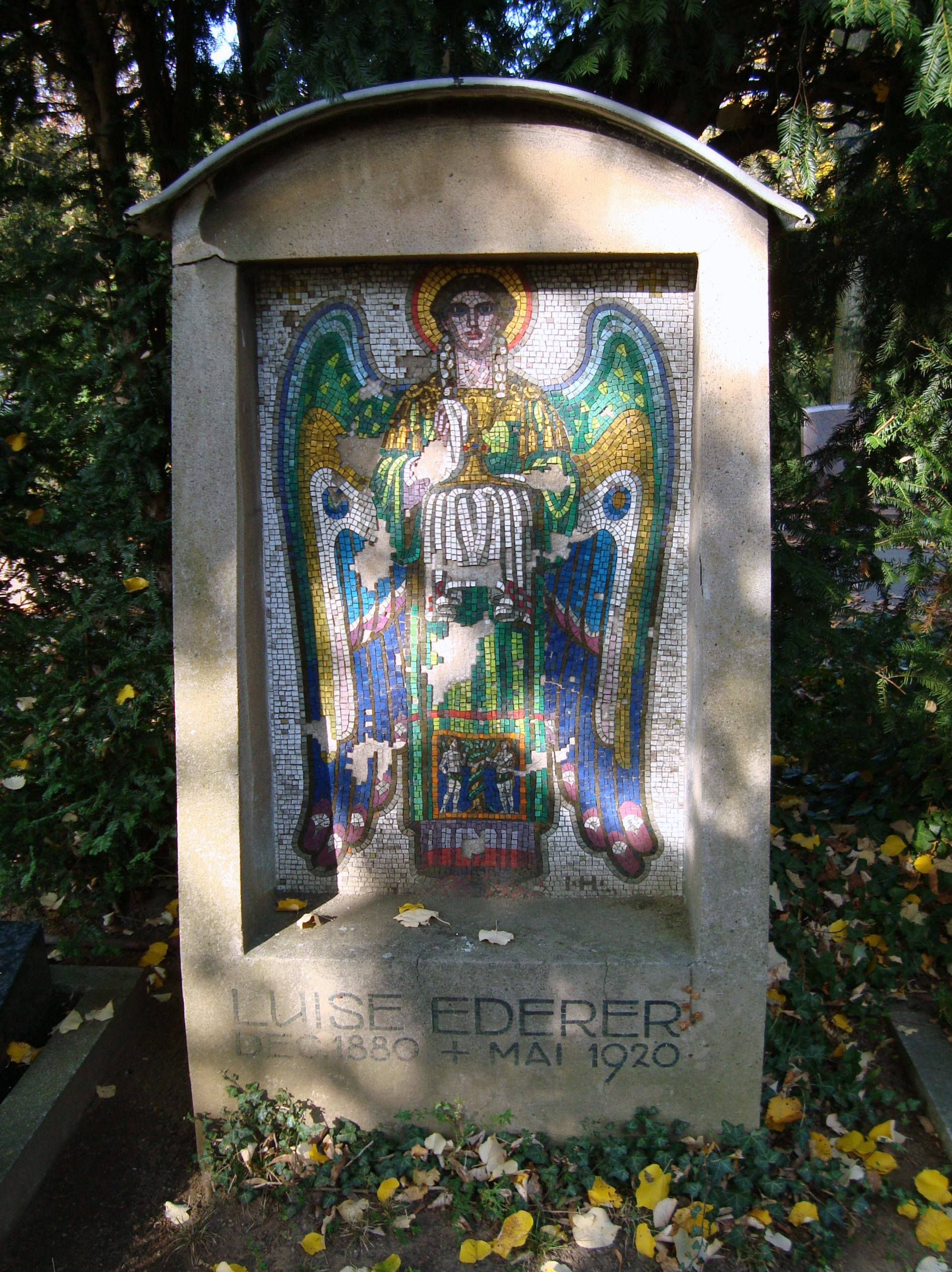
Grabmal der Luise Ederer (1880–1920) auf dem Friedhof Düsseldorf-Heerdt.

Ederer besuchte eine private Malschule sowie die Kunstgewerbeschule Wien und die Kunstakademie Wien. 1899 erhielt er den Rompreis der Akademie.
Von 1905 bis 1909 war er Mitglied der Wiener Secession. Nach einem Prozess gegen Koloman Moser 1908, der mit einem Vergleich endete, wandte er sich von Wien ab und nahm 1910 eine Professur an der Kunstakademie Düsseldorf an, die er bis 1944 innehatte. Er war dort Mitglied im renommierten Künstlerverein „Malkasten“. In Düsseldorf wohnte er mit seiner Frau Luise in Düsseldorf-Oberkassel, welche dort 1920 verstarb. Sein Akademie Kollege Josef Huber gestaltete den Grabstein mit einem Engels-Mosaik.
1944 wurde er in die sogenannte Gottbegnadeten-Liste der für den NS-Kulturbetrieb unentbehrlichen Künstler aufgenommen, auch wenn die damit verbundene Freistellung vom Fronteinsatz angesichts seines Alters nur symbolische Bedeutung haben konnte.
Ederer fertigte eine Entwurfszeichnung für das Mosaik-Altarbild der Kirche am Steinhof, diesbezüglich prozessierte er gegen Koloman Moser wegen dessen Plagiatsvorwurf. Für die mit Goldmosaiken geschmückte Elisabethkapelle in der Mexikokirche zeichnete er ebenfalls die Entwürfe.
Innerhalb seines Werks fanden außer sakralen Kunstwerken wie den erwähnten Mosaiken auch Tierdarstellungen besondere Beachtung. Eine große Ausstellung von mehr als 40 Werken auf der Großen Kunstausstellung Düsseldorf 1911 zeigte einen Querschnitt seines Werkes und enthielt Ölgemälde, Pastelle, Aquarelle, Temperabilder, Zeichnungen und Lithografien.